# 本郷壮二郎
本郷 壮二郎（ほんごう そうじろう、1975年11月1日 - ）は、日本の俳優、ミュージシャン。東京都出身。

## 人物・略歴
- 趣味：音楽制作・調理
- 特技：殺陣（講師）・乗馬・空手・柔道・剣道
- 父は映画俳優の本郷功次郎、母は宝塚歌劇団の元月組男役トップスターの古城都。
- 幼少から極真空手などの格闘技を習得し、青山学院大学卒業後23歳で紀伊国屋での舞台で主役デビュー。後に2時間ドラマ「小春先生の事件簿」、ロサンゼルスで演技を学び、帰国後「戦国自衛隊」などテレビ、映画で活躍中。
- ミュージシャンとしてはラッパーとして、おもにクラブなどでライブを行う。トラックメーカとしても活躍。

## 出演

### テレビドラマ
- 金曜エンタテイメント「ミステリー作家　小春センセイの事件簿」（2000年9月22日、CX）
- DRAMA COMPLEX「戦国自衛隊・関ヶ原の戦い」（2006年1月31日、2月7日、NTV） - 荒井茂男役
- 外交官・黒田康作（2011年1月 - 3月、CX） - 永井巧刑事役
- ドラマスペシャル SP革命前日（Pre Episode VI）(2011年3月5日、CX） - テロリスト・椎崎役
- デカ 黒川鈴木 第2話（2012年1月12日、YTV） - 鮫島役
- 歴史秘話ヒストリア「伊勢神宮〜日本の始まりへの旅〜」（2013年6月5日、NHK総合） - 天武天皇 役
- 土曜ワイド劇場「広域警察4」（2013年10月19日、テレビ朝日） - 森田刑事役
- 水曜ミステリー9「トラベルライター青木亜木子2」（2014年1月15日、TX） - 清水正俊役
- 水曜ミステリー9「逆転弁護士ヤブハラ2」（2015年10月7日、TX） - 森本悦郎役
- 水曜ミステリー9「ソタイ 組織犯罪対策課2」（2016年4月13日、TX） - 木田警部役
- 連続ドラマW「沈まぬ太陽 第10話」（2016年7月17日、WOWOW） - 事故調査委員 望永 役
- 歴史秘話ヒストリア「今夜は名所秘話〜伊勢 鎌倉 富士山 知られざるドラマ〜」（2017年4月21日、NHK総合） - 天武天皇役/源頼朝家臣役
- 「定年女子 第4話」（2017年7月30日、NHKBSプレミアム） - 中山栄一 役
- 歴史秘話ヒストリア「薬師寺　千三百年の祈り　国宝東塔　全面解体」（2020年3月4日、NHK総合） - 天武天皇役

### 映画
- SP THE MOTION PICTURE 革命篇（Episode VI<The Final Episode>）（2011年3月12日公開） - 椎崎(テロリスト) 役
- 日本のいちばん長い日（2015年8月8日公開） - 白石通教陸軍中佐役
- 海辺の映画館―キネマの玉手箱（2019年10月28日〜11月5日東京国際映画祭にて初上映、2020年7月31日公開） - 滝上等兵 / 軍曹（日本駐屯地）役

### Vシネマ
- 実録・北海道やくざ戦争 北海の挽歌（2003年）

### 舞台
- THE WINDS OF GOD 〜生きる勇気を伝えたい〜（2011,12,13,15年 全国ツアー） - 寺川隆二 海軍中尉 役